# John Newton (abolitionist)
John Newton (Londen, 24 juli 1725 – aldaar, 21 december 1807) was een Britse slavenhandelaar, die zich tot het christelijk geloof bekeerde en vervolgens actief werd als abolitionist en priester in de anglicaanse kerk. Hij schreef meerdere christelijke liederen, waarvan Amazing Grace het bekendste is.

## Biografie

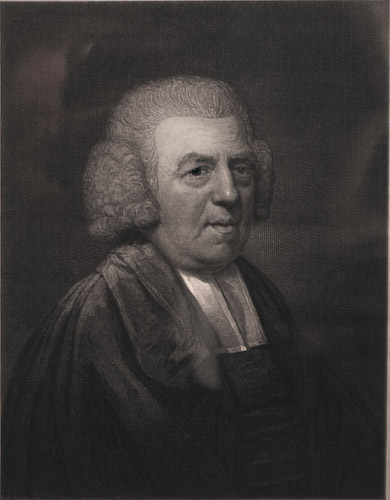
John Newton (1807) op een gravure van Joseph Collyer, Cowper and Newton Museum (Olney)

Newton werd geboren in Wapping. Zijn jeugd werd gekenmerkt door onzekerheden in het geloof en onbeheerst gedrag. Newton had vervolgens meerdere ervaringen waarbij hij oog in oog stond met de dood. Zo miste hij eens de boot die hem en zijn vrienden naar een oorlogsschip moest brengen. Vanaf de oever zag hij de boot kantelen en de volledige bemanning verdrinken. Toch bleef hij na zo'n 'overleving' het geloof afwijzen en raadde hij het ook andere mensen af.
Na een korte tijd bij de Royal Navy begon Newton in 1748 in de slavenhandel te werken op het schip The Greyhound, waar hij de gruwelijkheden zag die de slavernij kenmerkten. Pas later nam hij daar afstand van en werd hij tegenstander. Aan de westkust van Afrika verbleef hij bij een collega-slavenhandelaar die met een Afrikaanse prinses was getrouwd. Deze vrouw mishandelde hem en hongerde hem uit tijdens de afwezigheid van haar man. Later meende hij hierin een goddelijke voorzienigheid te ontwaren.
Ondanks dat hij het geloof niet wilde aannemen, las Newton De Imitatione Christi van Thomas à Kempis. Hij zette de eerste stap in de richting van het geloof tijdens een hevige storm op zee. Nadat hij het dek had verlaten, sloegen de zeelui die zijn plek daar hadden ingenomen overboord. Hijzelf overleefde de storm, maar besefte - zo vertelde hij later - dat hij hulpeloos was en dat alleen God hem kon redden.
Na zijn bekering schreef Newton verschillende liederen, waarvan naast Amazing Grace meerdere nog gezongen worden. In 1780 werd hij dominee van de St. Mary Woolchurch in Londen, waar hij een gemeente leidde. Daar had hij veel invloed op mensen, onder wie William Wilberforce. Newton preekte en bleef dat doen tot zijn dood, ondanks het feit dat hij blind geworden was.
Newton correspondeerde met onder meer Helperus Ritzema van Lier, predikant in Kaapstad. De gedachtewisseling met hem leidde tot het boek The power of grace illustrated (Afrikaanse titel: Die krag van genade) uit 1792.

### Invloed op Cowper
Van 1764 tot 1780 was Newton de dominee van Olney in Buckinghamshire, waar hij een grote invloed uitoefende op zijn vriend William Cowper, die hem vergezelde bij ziekenbezoeken. Bij wijze van afleiding vroeg hij Cowper, die aan depressies leed, hem te helpen een bundel hymnes te schrijven voor gebruik in de plaatselijke kerk. Het resultaat daarvan was Olney Hymns, dat het begin van Cowpers carrière als dichter inluidde. Newton vond Cowpers latere werken bijwijlen wat te frivool, maar moedigde hem aan verder te schrijven en leverde ook een voorwoord voor Cowpers eerste dichtbundel in 1781. 
In 1777 kwam Newton in conflict met de bewoners van Olney nadat hij het traditionele vuurwerk op Guy Fawkes Night om veiligheidsredenen had verboden. Daarop plunderde een dronken menigte zijn huis. Dat was de aanleiding voor Newtons vertrek naar Londen in 1780.

### Genade brengt me thuis
Tabel: overzicht van de inhoud van het boek Genade brengt me thuis:
| 1725 | Geboorte                                                                  | Gelovig opgevoed                                                                                |
| 1732 | Moeder overlijdt                                                          | Dat moeder sterft is van invloed op geloofsleven                                                |
| 1736 | Verschillende reizen met vader                                            |                                                                                                 |
| 1742 | Terugkomst in Engeland<                                                   |                                                                                                 |
| 1743 | Reis naar Kent                                                            | Verliest gevoel voor godsdienst                                                                 |
|      |                                                                           | Slechte voorbeelden tijdens de reis                                                             |
|      | Naar Venetië                                                              | Droom over ring                                                                                 |
| 1744 | Geronseld voor oorlogsschip                                               | Zedenverval op het oorlogsschip                                                                 |
| 1745 | Overstap op ander schip                                                   | Gooit zijn masker af en is losbandiger dan ooit                                                 |
|      | Reis naar Afrika                                                          | Leefde onder andere zondigen                                                                    |
|      | Komt aan in Afrika                                                        | Hoogmoedig hart is nu vernederd                                                                 |
| 1747 | Mee met kapitein (vriend van vader)                                       | Leeft nog even losbandig                                                                        |
|      | Meerdere doodservaringen                                                  | Begint in boek van Thomas à Kempis                                                              |
| 1748 | Reist van Afrika via Brazilië en Canada naar Engeland en lijdt schipbreuk | Gaat denken over eigen woorden over genade                                                      |
|      | Aankomst in Ierland                                                       | Ziet Goddelijke oorsprong achter Bijbelse teksten                                               |
|      |                                                                           | Begint met bidden                                                                               |
|      |                                                                           | Is overtuigd van een God die hoort                                                              |
|      |                                                                           | Geweten klopte vaak, maar dreef toch van God af                                                 |
|      |                                                                           | Prooi van de duivel, bijna weer terug                                                           |
|      |                                                                           | Ziekte geeft realitycheck, gaat weer geloven                                                    |
|      |                                                                           | Bidt, gelooft dat hij verlost is van de kracht en heerschappij van de zonde                     |
| 1750 | Trouwt met mevrouw Newton                                                 | Tevreden met gave, vergeet de Gever                                                             |
| 1752 | Vaart Afrika rond                                                         | Veel tijd met God doorgebracht                                                                  |
|      | Laatste reis                                                              | Tijdens reizen was hij als kapitein ook dominee, realiseerde dat hij het geloof moest uitdragen |
|      | Spijt dat hij oude maat had beïnvloed                                     | Zag een weerspiegeling van zichzelf in een oude vriend                                          |
| 1754 | Reist door Engeland                                                       | Opvattingen worden Bijbelser, leerde veel van Evangeliën en ontmoette veel christenen           |
| 1757 | Goede tijd in Yorkshire                                                   | Groeit erg in geloof                                                                            |
| 1763 | Einde boek Genade brengt me thuis                                         | Twijfelt over bij welke kerk hij wil aansluiten                                                 |
| 1764 |                                                                           | Wordt dominee in een anglicaanse kerk                                                           |
| 1803 | Overleden                                                                 |                                                                                                 |